# 石田寛 (官僚)
石田 寛（いしだ ひろし、1942年（昭和17年）- ）とは、日本の元官僚、工学者である。北海道出身である。

## 経歴
1964年、室蘭工業大学工学部卒業。同年通商産業省入省。長らくエネルギー行政に従事。1979年（昭和54年）同省資源エネルギー庁課長。1985年（昭和60年）同省立地公害局課長。1987年（昭和62年）地域振興整備公団部長。1989年（平成元年）通商産業省関東通産局公益部長。1990年（平成2年）同省退官。
通商産業省管掌の公益法人省エネルギーセンター専務理事。1996年（平成8年）電気技術者試験センター専務理事。2000年東北電気保安協会専務理事。2004年同協会退職。同年、千葉県にて石田行政書士事務所 開設、所長。現在に至る。
2020年、瑞宝重光章受章。

## 主著
- 『エネルギーモデル開発とその機能』（総合研究開発機構、1979年）
- 『工場が動く人が動く: 産業空間ニュートレンドの読み方』（東洋経済新報社、1989年）
- 『エネルギーを考える』（総合研究開発機構 共著、1984年）
- 『ここまで来た太陽光発電』（電力新報社 共著、1985年）
- 『地球破壊の張本人』（ミオシン出版、1997年）